# Niszczyciele typu I
Niszczyciele typu I – seria dziewięciu niszczycieli marynarki brytyjskiej Royal Navy z okresu II wojny światowej, będących ostatnimi okrętami grupy typów A – I. Zamówiono je w ramach programu rozbudowy floty z roku 1935, budowę rozpoczęto w 1936, a ukończono w latach 1937-1938. Cztery dalsze okręty zbliżonego typu zamówiła Turecka Marynarka Wojenna, z czego dwa zostały po wybuchu II wojny światowej zakupione przez Royal Navy, zwiększając liczbę okrętów tego typu do 11, aczkolwiek trzy z nich utracono nim HMS „Inconstant” i HMS „Ithuriel” weszły do służby. Brały udział w działania podczas wojny, podczas której siedem z nich stracono.

## Projektowanie
Okręty typu I był projektowym powtórzeniem niszczycieli typu H, z tą różnicą, że miały dziesięć rur wyrzutni torped (2 x V) zamiast ośmiu. Zastosowano na nich również nową standardową formę nadbudówki z pomostem bojowym, z wyjątkiem okrętu flagowego flotylli HMS „Inglefield”), który z kolei miał większy, potrójny maszt, podczas gdy pozostałe okręty tego typu miały maszty pojedyncze. Dodatkowe obciążenie wyrzutniami torped i min przy tym samym kadłubie jak w niszczycielach typu H powodowało widoczne utraty stabilności, szczególnie gdy zapasy paliwa zaczynały się wyczerpywać.
Wszystkie okręty tego typu miały być stawiaczami min, a jednocześnie, wyposażone w bomby głębinowe i Asdic, okrętami do zwalczania okrętów podwodnych.
Tureckie okręty typu I były zbudowane podobnie, ale miały tylko dwa 4-rurowe aparaty torpedowe.

## Modyfikacje wojenne
Modyfikacje wczesnego okresu wojny (przypuszczalnie nie wprowadzone na pierwszych utraconych okrętach) polegały na wymianie rufowego aparatu torpedowego na pojedyncze działo przeciwlotnicze 76 mm, likwidacji tylnego komina i głównego masztu, celem poprawienia pola ostrzału własnej artylerii, a także na dodaniu par działek przeciwlotniczych 20 mm Oerlikon (które zastąpiły nieefektywne sprzężone karabiny maszynowe Vickers 12,7 mm) na skrzydłach pomostu. Ze środkowego aparatu torpedowego usunięto – dla zmniejszenia ciężaru – jedną rurę. „Icarus” stracił działo 'Y', zyskując więcej miejsca dla bomb głębinowych (po modyfikacji: 110) i ich wyrzutni.
Okręty, które przetrwały pierwsze lata wojny, otrzymały trzecią parę Oerlikonów, montowaną równolegle z reflektorem, a działo 76 mm usunięto dla zwiększenia magazynu bomb głębinowych. Na niektórych okrętach zdemontowano działo 'A', zastępując je miotaczami Hedgehog wystrzeliwującymi swe rakietowe bomby głębinowe przed dziób jednostki, choć nie była to zmiana na cały czas trwania wojny. Ilex, Intrepid, Impulsive i Isis straciły działo 'B', w którego miejsce zamontowano dwa działa 57 mm do zwalczania niemieckich schnellbootów.
Inglefield w okresie późniejszym otrzymał z powrotem swój aparat torpedowy, ale już jako 4-rurowy. W miejsce działa 'X' dodano działo przeciwlotnicze 100 mm, a liczbę Oerlikonów zwiększono do sześciu. Na niektórych okrętach, na przednim maszcie, montowano radar typu 291, jak również urządzenie HF/DF do namierzania fal krótkich, które umożliwiało wykrywanie i lokalizację niemieckich okrętów podwodnych.
Ekstureckie niszczyciele były modyfikowane równolegle z siostrzanymi jednostkami typu I. Na przykład Inconstant otrzymał radar typu 270, pracujące na centymetrowych długościach fal urządzenie do namierzania celów, w miejsce dalmierza na pomoście, a także sześć Oerlikonów.

## Okręty
| Numer burtowy | Okręt             | Stocznia                                | Położenie stępki | Wodowanie            | W służbie od     | los                                                                            |
| ------------- | ----------------- | --------------------------------------- | ---------------- | -------------------- | ---------------- | ------------------------------------------------------------------------------ |
| D03           | HMS „Icarus” *    | John Brown & Company, Clydebank         | 9 marca 1936     | 26 listopada 1936    | 3 maja 1937      | Złomowany 29 października 1946                                                 |
| D61           | HMS „Ilex”        | John Brown                              | 9 marca 1936     | 28 stycznia 1937     | 7 lipca 1937     | Złomowany na Sycylii w 1948                                                    |
| D44           | HMS „Imogen”      | Hawthorn Leslie & Company, Hebburn      | 18 stycznia 1936 | 30 października 1936 | 2 czerwca 1937   | Zatonął po zderzeniu z krążownikiem „Glasgow” 16 lipca 1940                    |
| D09           | HMS „Imperial”    | Hawthorn Leslie                         | 29 stycznia 1936 | 11 grudnia 1936      | 30 czerwca 1937  | Ciężko uszkodzony 29 maja 1941 w bitwie o Kretę, zatopiony przez HMS „Hotspur” |
| D11           | HMS „Impulsive” * | J. Samuel White, Cowes                  | 9 marca 1936     | 1 marca 1937         | 29 stycznia 1938 | Złomowany 22 stycznia 1946                                                     |
| D02           | HMS „Inglefield”  | Cammell Laird & Company, Birkenhead     | 29 kwietnia 1936 | 15 października 1936 | 25 czerwca 1937  | zatopiony przez bombę kierowaną Fritz X pod Anzio, 25 lutego 1944              |
| D10           | HMS „Intrepid” *  | John I. Thornycroft & Company, Woolston | 6 stycznia 1936  | 17 grudnia 1936      | 29 lipca 1937    | Zatopiony przez Ju 88 w pobliżu Leros 26 września 1943                         |
| D87           | HMS „Isis”        | Yarrow & Company, Scotstoun             | 5 lutego 1936    | 12 grudnia 1936      | 2 czerwca 1937   | Storpedowany przez "żywą torpedę" typu Neger u plaż Normandii, 20 lipca 1944   |
| D16           | HMS „Ivanhoe” *   | Yarrow                                  | 12 lutego 1936   | 11 lutego 1937       | 24 sierpnia 1937 | Wszedł na minę i zatonął w pobliżu Texel 1 września 1940                       |

(* używany jako stawiacz min)

### Okręty tureckie
Turecka Marynarka Wojenna zamówiła w roku 1938 cztery niszczyciele tego typu. Gdy wybuchła wojna dwa z nich przejęła Royal Navy, ale dwa zostały przekazane Turcji w roku 1942, jako „Sultanhisar” i „Demirhisar”.
| Numer burtowy | Okręt                             | Stocznia                             | Położenie stępki | Wodowanie       | W służbie od     | los                                                                                          |
| ------------- | --------------------------------- | ------------------------------------ | ---------------- | --------------- | ---------------- | -------------------------------------------------------------------------------------------- |
| H49           | HMS „Inconstant” (ex- „Muavenet”) | Vickers-Armstrong, Barrow-in-Furness | 24 maja 1939     | 24 lutego 1941  | 24 stycznia 1942 | Zamówiony 14 listopada 1941, przekazany Turcji 9 marca 1946, złomowany w 1960                |
| H05           | HMS „Ithuriel” (ex- „Gayret”)     | Vickers Armstrongs                   | 24 maja 1939     | 15 grudnia 1940 | 3 marca 1942     | Zbombardowany pod Bône 28 listopada 1942 i osadzony na mieliźnie. Złomowany 25 sierpnia 1945 |
| -             | „Sultanhisar”                     | William Denny & Brothers, Dumbarton  | 1939             | 1941            | 1942             | Przekazany Turcji w 1942, skreślony z ewidencji w 1960                                       |
| -             | „Demirhisar”                      | Denny                                | 1939             | 1941            | 1942             | Przekazany Turcji w 1942, skreślony z ewidencji w 1960                                       |